# Las Cúpulas
Campo Las Cúpulas es uno de los sectores que forman la ciudad de Cabimas en el estado Zulia (Venezuela), pertenece a la parroquia La Rosa.

## Ubicación
Las Cúpulas  (actualmente  Antonio Basilio Borjas) se encuentra entre los sectores Campo Urdaneta y Campo Rojo al norte, Campo Hollywood nuevamente conocido como Cacique Nigale y Las Cabillas al este (av Hollywood), La Montañita al sur y manglares naturales al oeste (Lago de Maracaibo).

## Zona Residencial
Las Cúpulas, es uno de los campos petroleros que aún existen en Cabimas, fue construido para la plana mayor de PDVSA (superintendentes, líderes, gerentes de primera y segunda línea) por sus empresas predecesoras (Creole Petroleum Corporation y Lagoven). Es un campo cerrado con cerca y garita con vigilante, a diferencia de Campo Hollywood que solo tiene casas, Las Cúpulas tiene un estadio de baseball, un club (Club Lago La Salina, o simplemente Club Lago, para distinguirlo del Club La Salina de Concordia) y la Unidad Educativa Las Cúpulas. Las Cúpulas tiene jardines con setos podados, y casas grandes de una planta, más modernas y lujosas que las de campo Hollywood.
El Club Lago es sitio de eventos importantes de Cabimas, como conciertos, fiestas, aunque no de eventos grandes por su capacidad.

## Vialidad
Las calles de Las Cúpulas cuentan con reductores de velocidad, y señalización. Sólo autos particulares entran a Las Cúpulas.

## Sitios de Referencia
- Estadio Las Cúpulas.
- Unidad Educativa Las Cúpulas.
- Club Lago La Salina (Club Lago).